# Pieczyska (Jaworzno)

Dzielnice Jaworzna

Pieczyska –  część oraz dzielnica Jaworzna w małopolskiej części województwa śląskiego, w południowej Polsce. Położona jest w północnej części miasta w widłach rzek Łużnik i Kozi Bród Dzielnica ma głównie charakter mieszkaniowy z elementami zabudowy jednorodzinnej i przemysłowej. Dawniej była częścią Szczakowej i Ciężkowic. Została włączona w granice Jaworzna w XX w. 
Graniczy z dzielnicami Dobra i Ciężkowice na południu, a na zachodzie z dzielnicą Szczakowa. Od północnego wschodu graniczy z miastem Bukowno.

## Atrakcje
W dzielnicy znajduje się jedna z bardziej znanych atrakcji turystycznych zachodniej Małopolski tj. Arboretum Park Gródek, w skład którego wchodzą m.in. zbiornik „Gródek” (wraz z bazą nurkową), oraz zbiornik „Wydra” (słynący z lazurowej wody - zwany przez turystów „polskimi Malediwami”).

W dzielnicy są również popularne wśród eksploratorów ruiny cementowni "Szczakowa".

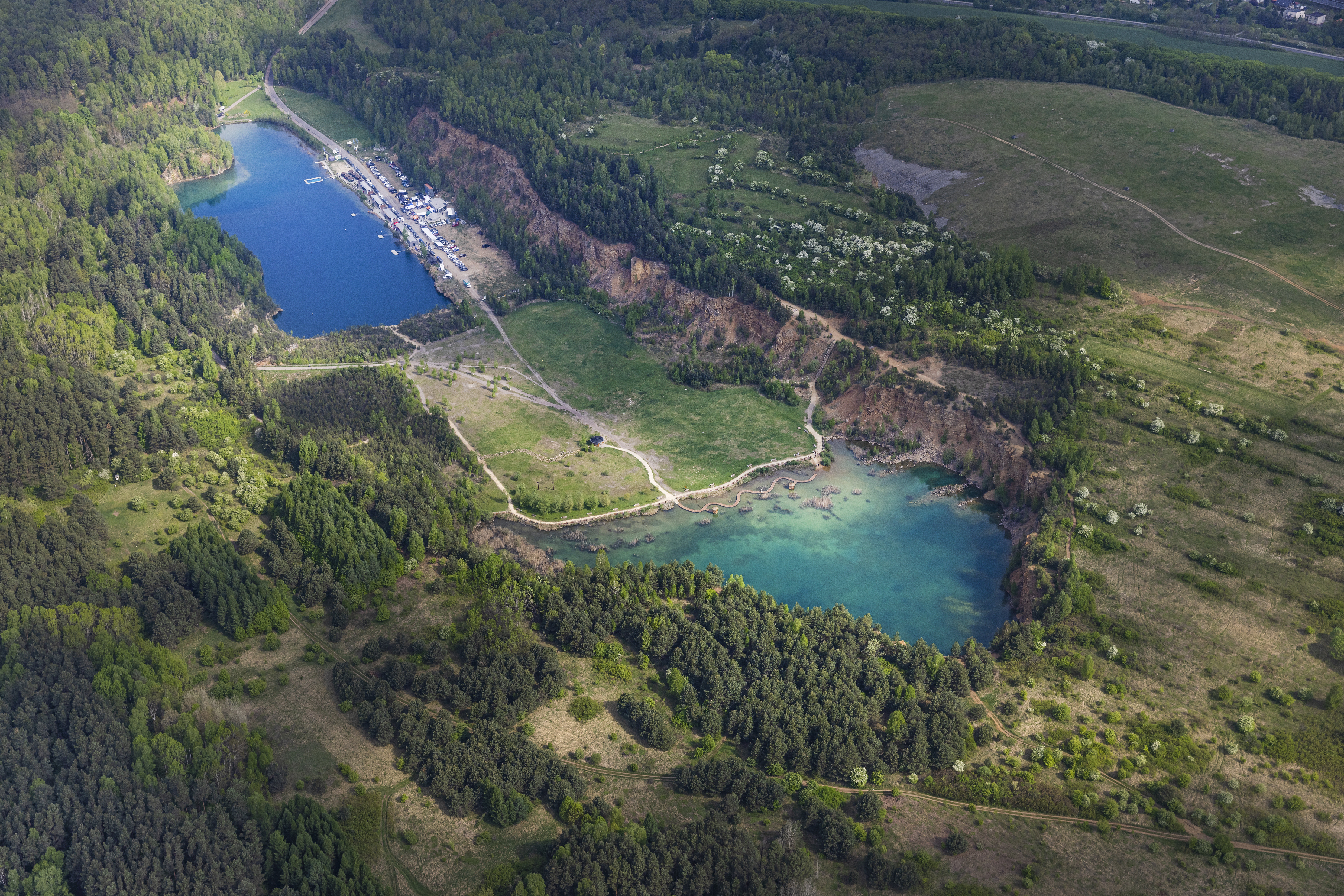
Arboretum Park Gródek
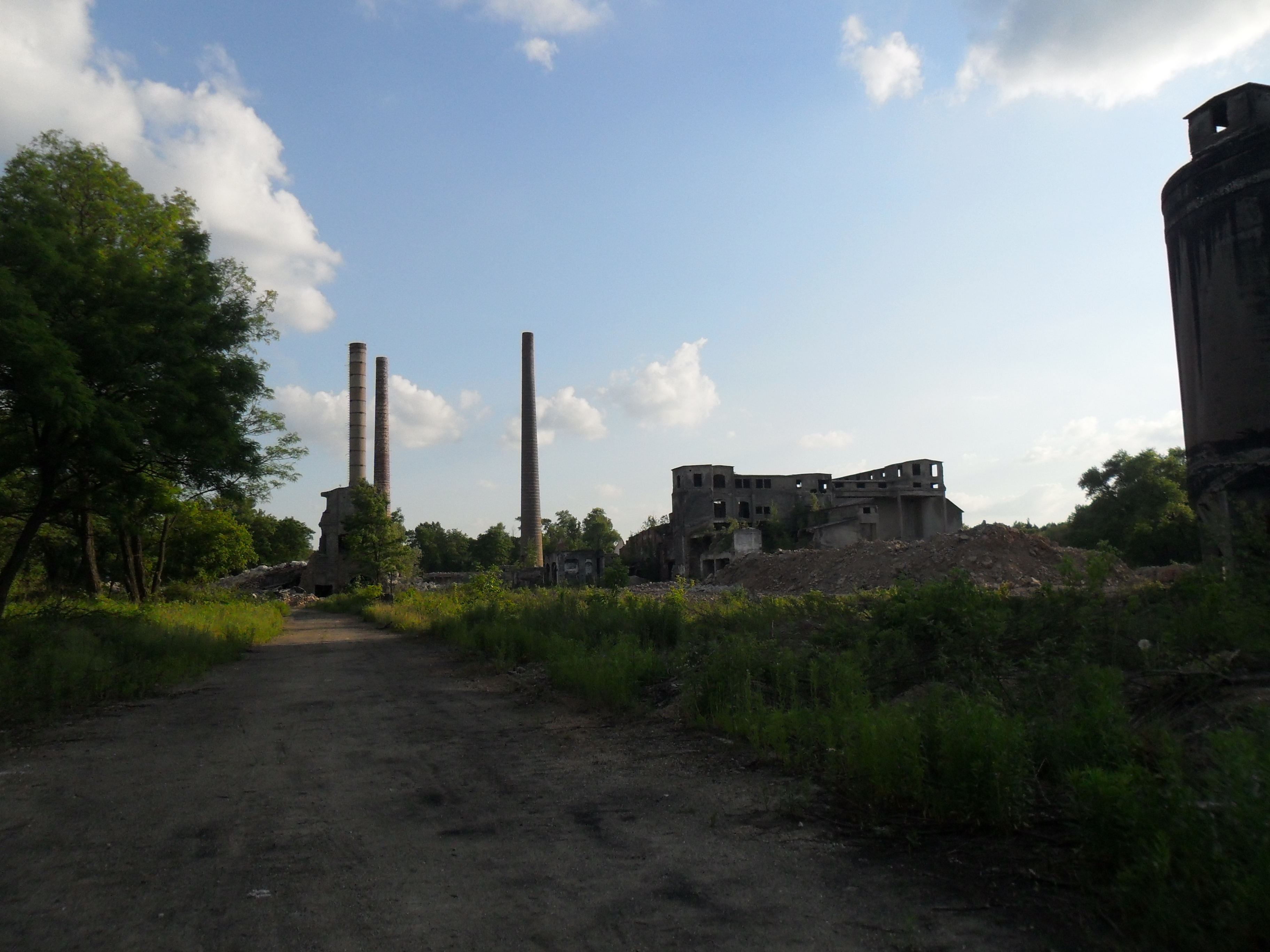
Ruiny Cementowni "Szczakowa" na Pieczyskach (2014 r.)
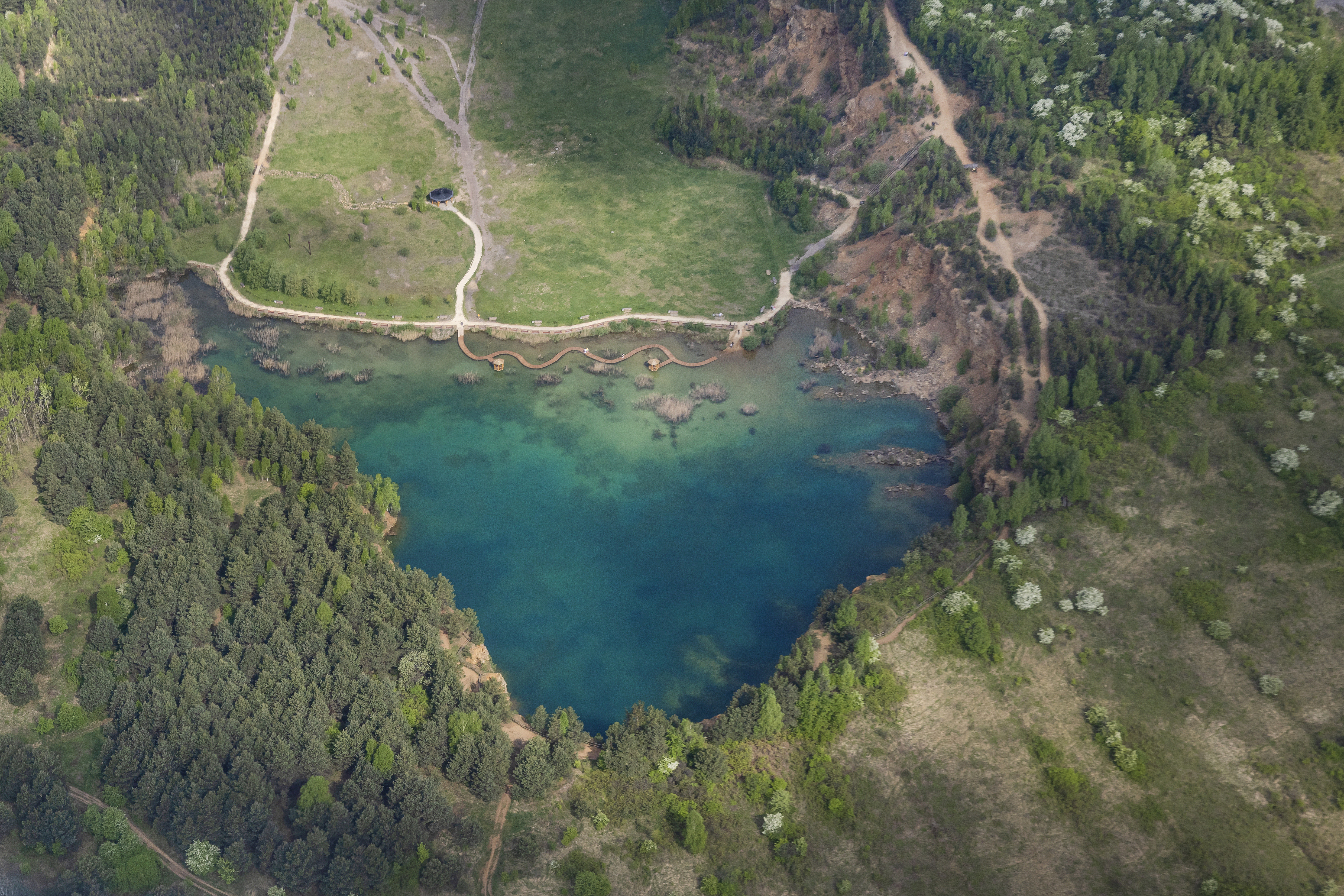
Zbiornik Wydra

## Historia
W latach 1934–1954 Pieczyska były przysiółkiem w zachodniej części gromady Ciężkowice w gminie Szczakowa  w powiecie chrzanowskim w woj. krakowskim.
Podczas II wojny światowej włączone do III Rzeszy. Po wojnie ponownie w gminie Szczakowa.
W związku z reformą znoszącą gminy jesienią 1954 roku, dotychczasowa gromada Ciężkowice utworzyła nową gromadę Ciężkowice, oprócz Dobrej i Pieczysk, które 6 października 1954 roku włączono do miasta Szczakowa.
20 marca 1956 Szczakową wraz z jej częściami składowymi łącznie (a więc m.in. Pieczyskami) włączono do Jaworzna).